# Église Saint-Louis de Vincennes
Pour les articles homonymes, voir Église Saint-Louis.
L'église Saint-Louis est une église catholique située aux 22 rue Fays et 23 rue Céline-Robert, à Vincennes, en France. Elle est dédiée à Saint Louis, qui rendait la justice à Vincennes.

## Localisation
L'église est située dans le département français du Val-de-Marne, sur la commune de Vincennes. La paroisse Saint-Louis dessert en particulier les communes de Saint-Mandé et de Vincennes.

## Historique
Elle fut commencée en 1914 par les architectes Jacques Droz (1882-1955) et Joseph Marrast (1881-1971), qui remportèrent le concours de 1912, pour l'édification de cet établissement religieux. Les travaux furent interrompus par la guerre et ne furent achevés qu'en 1924. L'église fut consacrée à ce moment, mais il fallut attendre 1927 pour l'achèvement de la décoration intérieure, et 1935 pour le campanile. 
L'édifice a été classé au titre des Monuments historiques en 1996, l'État tenant à préserver le témoignage remarquable et presque intact de l'art sacré du début du XXe siècle. Son audace architecturale, l'unité de son décor, et le mélange de techniques artistiques rénovées et de techniques nouvelles, expliquent cette décision de classement.

## Aspects architectural et artistique
C'est une église de plan centré, avec deux paires d'arcs en béton armé qui se coupent à angle droit et portent une lanterne octogonale. D'inspiration byzantine, c'est une des premières églises exploitant les techniques du béton armé de façon moderne, dans un style épuré.
Les murs extérieurs sont en meulière et un appareillage de briques rouges. La lumière pénètre dans l'édifice par trois grandes verrières en pavés de verre  encastrés dans la maçonnerie, suivant une technique nouvelle portée par les ateliers de Saint-Gobain.

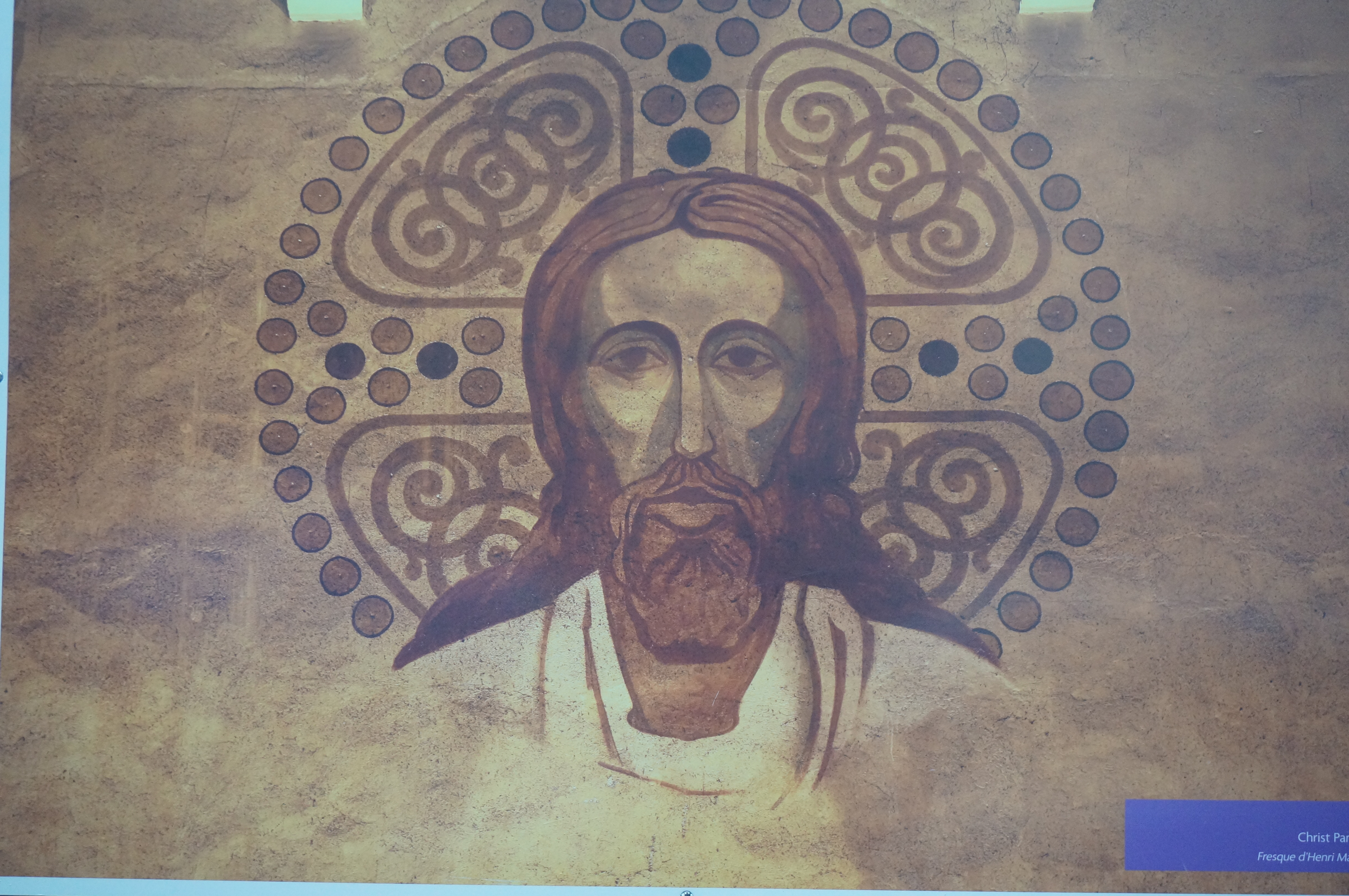
Christ pantocrator, Henri Marret.

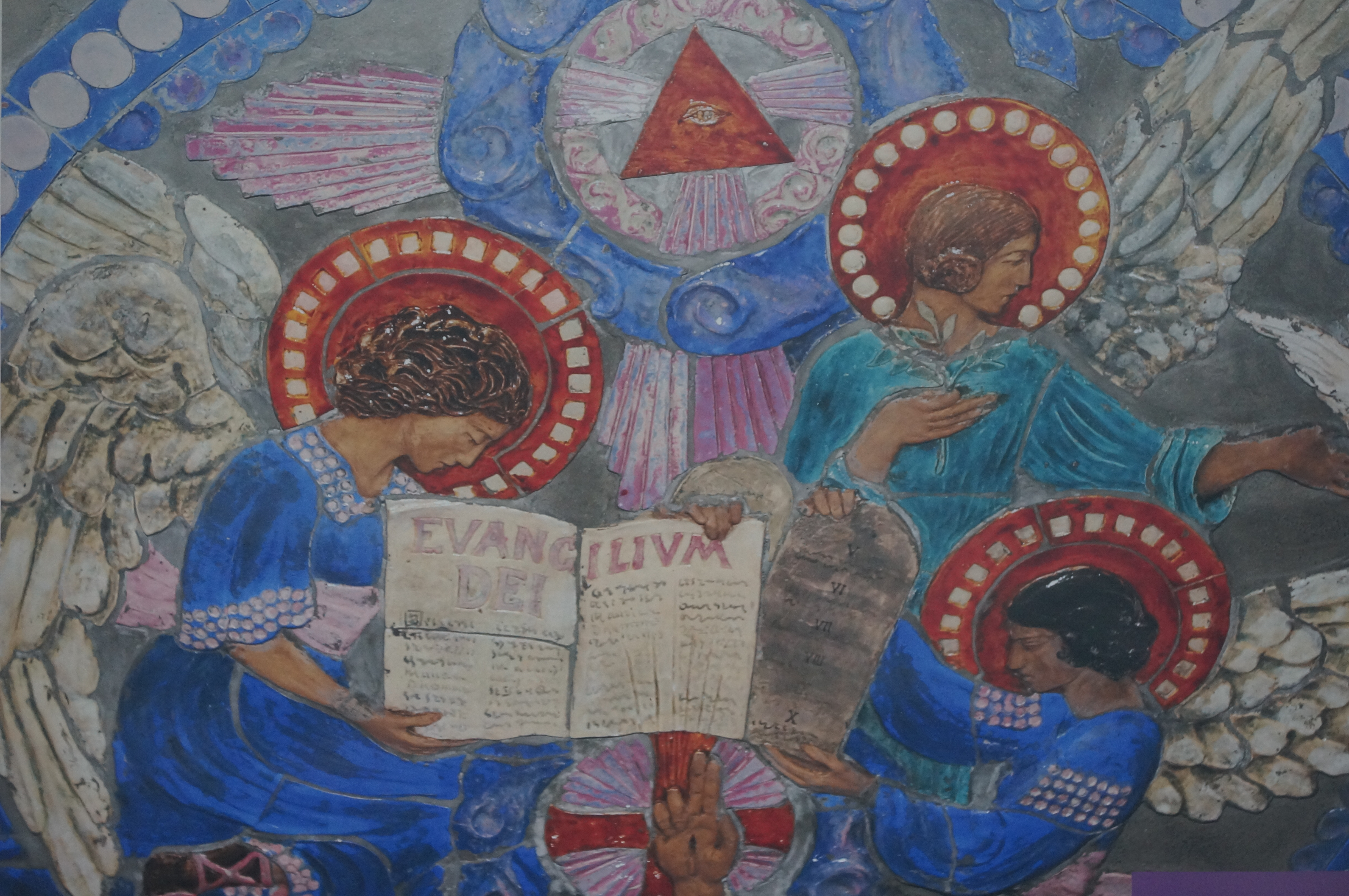
Décoration de l'abat-voix de la chaire réalisée par Maurice Dhomme.

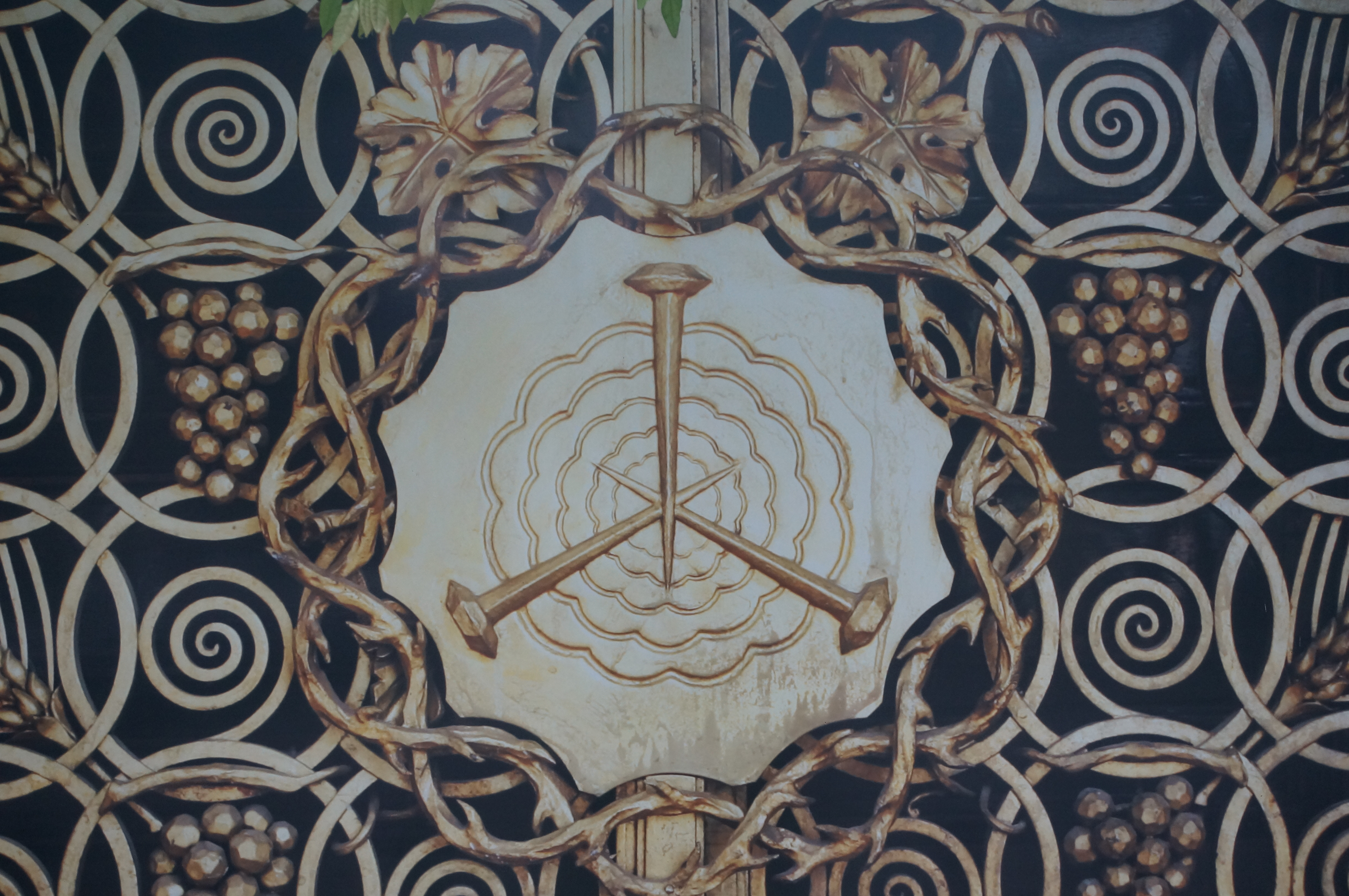
Couronne d'épines et clous de la Crucifixion, portillon de la clôture (détail).

Les deux architectes ont défini, jusque dans ses moindres détails, la décoration de l'église. Deux peintres se sont exprimés à Saint-Louis : Maurice Denis (1870-1943), fervent chrétien, théoricien reconnu du renouveau de l'art religieux et chef de file du mouvement Nabi qui réalisa Les Béatitudes aux écoinçons des grands arcs (peintes "a fresco") et la Glorification de Saint Louis au fond du chœur ; et un autre peintre très chrétien, Henri Marret (1878-1964), rénovateur en France de l'art de la fresque, à qui l'on doit les fresques du porche et les quatre évangélistes de la coupole, le Saint Jean Baptiste des fonts baptismaux et le Christ Pantocrator au-dessus de l'autel. Son œuvre maîtresse reste ici le Chemin de Croix qu'il réalisa en 1921. Pour la Glorification de Saint Louis, Maurice Denis fit appel à un nouveau procédé : le STIC B qu'il employa ensuite dans de nombreuses œuvres. 
Le sculpteur Carlo Sarrabezolles (1888-1971), spécialiste de la sculpture sur béton, a réalisé la statue de Saint Louis à l'entrée de l'église, à droite du portail. Le sculpteur Armand Boutrolle, est l'auteur des sculptures des chapelles latérales : Le Sacré-Cœur et La Vierge à l'Enfant.
Peu d'églises possèdent une aussi grande quantité de céramiques, dont la chaire avec son remarquable abat-voix et les figures du Tétramorphe qui symbolisent les quatre Évangélistes, réalisée par Maurice Dhomme. Celui-ci est également l'auteur du Calvaire, des statues de Jeanne d'Arc, Saint Antoine de Padoue, Sainte Thérèse de l'Enfant-Jésus, la Bienheureuse Isabelle, du maître-autel et des diverses décorations du chœur. Avec la collaboration du ferronnier Raymond Subes, il réalisa également la table de communion. Raymond Subes est aussi l'auteur des ferronneries des chapelles latérales, des grilles placées devant les statues et de la grille extérieure menant au baptistère.

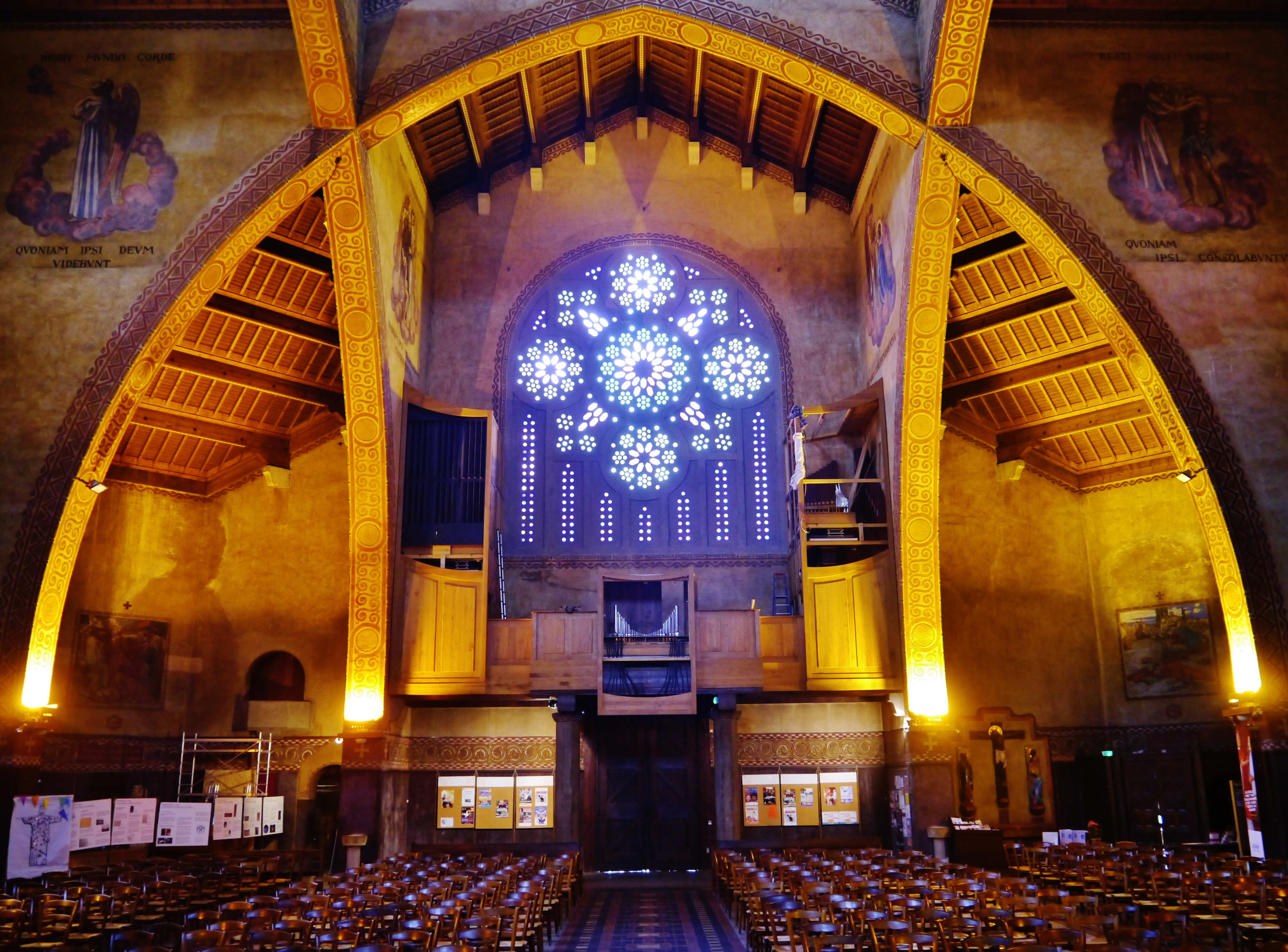
Entrée de l'église avec la nef, la rosace de la façade et l'orgue.

## Orgue
Un premier orgue, installé en 1954 - 1955 par Victor Gonzalez, a été démonté et remplacé, en 2017, par un instrument de style néoclassique, parfaitement adapté aux compositions des grands organistes français du XXe siècle. Construit par le facteur Denis Lacorre, l'orgue comprend 39 jeux.